# Vexaincourt
Vexaincourt település Franciaországban, Vosges megyében. Lakosainak száma 147 fő (2022. január 1.). Vexaincourt Bionville, Grandfontaine, Allarmont, Luvigny és Moussey községekkel határos.

## Népesség
A település népessége az elmúlt években az alábbi módon változott:
| Lakosok száma | 174  | 165  | 164  | 157  | 151  | 148  | 148  | 147  | 147  |
|               | 2013 | 2015 | 2016 | 2017 | 2018 | 2019 | 2020 | 2021 | 2022 |